# Guillaume Delbar
Guillaume Delbar, né le 17 mai 1971 à Roubaix, est un homme politique français. Il est maire de Roubaix depuis 2014,,.

## Biographie

### Carrière politique
Il a sa première expérience politique à Roubaix lors des élections municipales de 1995, lorsqu'il figure sur une liste RPR dissidente qui est battue au premier tour.
En 2008, il se présente sur la liste « Changeons Roubaix, Rassemblement Citoyen » de Max‐André Pick. Il est alors élu conseiller municipal et dans l'opposition. Il se présente aux cantonales de 2011 en tant que tête de la liste UMP. Avec 21,51 % des voix, il perd des élections remportées par Renaud Tardy (PS).
Candidat UMP-UDI aux municipales de 2014 à Roubaix, considéré comme un « outsider », il remporte l'élection à la surprise générale, avec une avance de trois cent trente-deux voix,.
Il quitte Les Républicains le 11 décembre 2017 et rallie le parti En Marche d'Emmanuel Macron.

## Affaire judiciaire de fraude fiscale
En décembre 2021, il est condamné à six mois de prison avec sursis, 3 000 euros d’amende, et une peine d’inéligibilité de deux ans dans le cadre de l’affaire de fraude fiscale visant le « clan Delbar ». Son épouse est condamnée à six mois de prison avec sursis, et 3 000 euros d’amende. Au total, quatorze prévenus sont jugés coupables d’escroquerie en bande organisée et d’abus de confiance et écopent ainsi de peines de prison et d’inéligibilité ainsi que d’amendes pour avoir monté un système de défiscalisation ou en avoir bénéficié, entre 2015 et 2020. Niant le fait d’avoir eu connaissance de la niche fiscale, en lien avec deux micropartis politiques qu'il a utilisés pour financer ses campagnes de 2014 et 2020, et qui a engendré pour l'administration fiscale un préjudice total de 230 000 euros. Il est concerné à hauteur de 500€ ; Guillaume Delbar fait appel et annonce rester maire,,. 
Le procès se tient finalement les 5 et 6 février 2024 devant la cour d'appel de Douai. L'avocat général requiert la confirmation des peines,. Sa condamnation pour escroquerie en bande organisée et recel d'abus de confiance est confirmée, tout comme sa peine de six mois de prison avec sursis, deux ans d'inéligibilité et 3 000 euros d'amende. 
Il annonce se pourvoir en cassation.

## Affaire de détournement de fonds publics
Il est jugé à partir de février 2022 pour « détournement de fonds publics par négligence ». La justice lui reproche « son manque de zèle à contrôler la bonne utilisation des fonds publics » alors qu'il avait été alerté très tôt des soupçons pesant sur une association créée en 2007, « Association Ambitions et Initiatives pour Réussites » (AAIR), par Nordine Khabzaoui, membre du bureau de la mosquée roubaisienne Abou Bakr de tendance salafiste, ayant reçu 80 000 euros d'aides publiques en 2020, essentiellement de la ville de Roubaix, mais aussi de l'État, du conseil départemental et du conseil régional (Abou Bakr est accusé d'organiser des activités prosélytes, les cours d'arabe cachant en réalité un enseignement coranique inspiré par le salafisme). Guillaume Delbar comparaît au côté de trois dirigeants de l'AAIR. Ces derniers, dont le président et le trésorier, seront jugés pour « abus de confiance ». Ils sont accusés d'avoir utilisé des fonds publics pour mener des activités prosélytes. 
Le 8 juin 2023, le tribunal correctionnel de Lille prononce sa relaxe, ainsi que celle des trois membres de l'AAIR. Mais le parquet ayant fait appel de la relaxe générale, Guillaume Delbar comparait devant la cour d'appel de Douai en octobre 2024. Trois mois de prison avec sursis, sans peine d'inéligibilité, sont requis. La cour d'appel de Douai prononce, le 13 janvier 2025, la relaxe des quatre prévenus.